# Ức chế hóa dài hạn

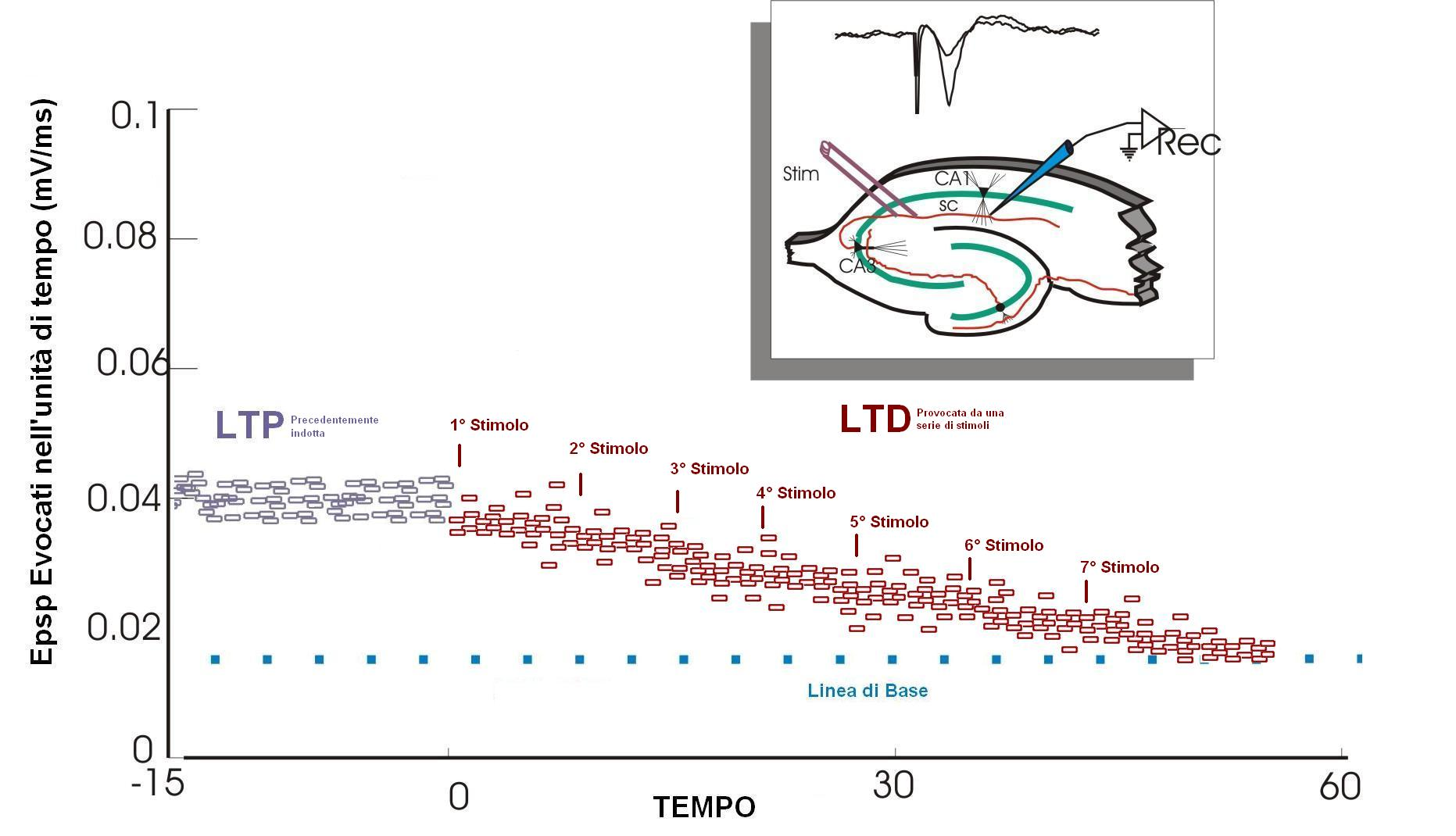
Quá trình ức chế hóa dài hạn là sự suy giảm hoạt động điện thế dài hạn. Khả năng làm yếu đi độ mạnh của synap hóa học này một cách có chọn lọc minh chứng cho khả năng biến đổi linh động của synap, ngăn ngừa tình trạng quá tải và bão hòa synap, tạo điều kiện thuận lợi cho sự hình thành quá trình điện thế hóa dài hạn ở nhiều synap khác.

Trong sinh lý học thần kinh, ức chế hóa dài hạn (tiếng Anh: Long-term depression) là quá trình làm giảm các hoạt động điện thế diễn ra tại synap trong thời gian dài và từ đó dẫn đến làm giảm đi hiệu quả truyền tin giữa các nơron. Ức chế hóa dài hạn xảy ra ở nhiều khu vực của hệ thống thần kinh trung ương (CNS) với nhiều cơ chế khác nhau phụ thuộc vào mức độ phát triển về mặt chức năng của chính các cấu trúc thần kinh đó.  Quá trình này trái ngược lại so với quá trình điện thế hóa dài hạn (long-term potentiation), đó là làm giảm đi độ mạnh của synap. Ức chế hóa dài hạn (ỨCHDH) làm yếu đi các hoạt động ở synap một cách có chọn lọc, nghĩa là ở các synap mang những thông tin không cần thiết, từ đó có thể sản sinh ra các synap mới và tăng cường độ mạnh cho những synap thiết yếu thông qua việc tạo điều kiện dễ dàng cho quá trình điện thế hóa dài hạn diễn ra. Cả hai dạng ĐTHDH và ỨCHDH đều thể hiện tính mềm dẻo của synap. Synap nào vận động thì synap đó sẽ phát triển mạnh mẽ, synap nào không vận động thì sẽ tiêu biến và thoái hóa. Điều này cũng là dễ hiểu bởi nó phù hợp với tính chất đa dạng, phong phú trong nguyên lý về sự phát triển của phép biện chứng duy vật trong Triết học Mác-Lênin:
Mỗi một sự tiến bộ trong sự phát triển hữu cơ đồng thời là sự thoái bộ, vì nó củng cố sự phát triển phiến diện và loại trừ khả năng phát triển theo nhiều khuynh hướng khác nhau. — Engels

## Quá trình phát triển đặc trưng ở nhiều cấu trúc não bộ
ỨCHDH hiện diện đặc biệt nhất ở các cấu trúc như là hồi hải mã và tiểu não và đóng vai trò quan trọng về mặt chức năng, nhưng cũng có nhiều khu vực lân cận khác trong não bộ tồn tại cơ chế đặc biệt này. Ngoài ra, ỨCHDH cũng xảy ra ở các loại nơron khác nhau được đặc trưng bởi sự đa dạng của các chất dẫn truyền thần kinh, trong số đó L-glutamate là chất dẫn truyền thần kinh phổ biến nhất trong quá trình ỨCHDH. L-glutamate tác động đến các thụ thể N-methyl-D-aspartate (NMDA), thụ thể α-amino-3-hydroxy-5-methylisoxazole-4-propionic acid (AMPA), thụ thể kainate (KA) và thụ thể glutamate metabotropic (mGlu) trong ỨCHDH. Được biết quá trình này có thể được hoạt hóa bởi kích thích điện thế mạnh tại synap (của các tế bào Purkinje ở tiểu não) hoặc là từ các kích thích yếu với một khoảng thời gian dài nhất định (trong hồi hải mã). Điện thế hóa dài hạn (ĐTHDH) là quá trình mâu thuẫn với lại ỨCHDH, nó là quá trình làm tăng cường độ mạnh của synap dài hạn. Nhưng chung quy lại là cả hai quá trình ĐTHDH và ỨCHDH đều là yếu tố ảnh hưởng đến khả năng biến hóa linh hoạt của synap. ỨCHDH làm giảm đi mật độ thụ thể ở nơron sau synap cũng như là kìm hãm quá trình giải phóng các chất dẫn truyền thần kinh. Đặc biệt là có tồn tại giả thuyết quá trình ỨCHDH ở tiểu não đóng vai trò quan trọng cho học tập vận động (motor learning). Tuy nhiên là, cũng có vài cơ chế quan trọng khác thể hiện tính linh hoạt của nơron và ảnh hưởng đến loại học tập vận động này. ỨCHDH diễn ra ở hồi hải mã và nó chính là cơ chế quan trọng nhằm xóa bỏ các thông tin đã cũ và lỗi thời, cũng như là làm cho mất hẳn các dấu vết tín hiệu và đường mòn thông tin không còn quan trọng hay cần thiết nữa.  ỨCHDH ở hồi hải mã hay tại vỏ não có thể phụ thuộc vào các thụ thể NMDA, glutamate metabotropic (mGlu), hoặc thụ thể cannabinoid. Cơ chế phân tử của quá trình ỨCHDH ở tiểu não đó chính là tiến hành phosphoryl hóa các thụ thể AMPA và quá trình tiếp diễn sau đó là loại bỏ đi các thụ thể này nằm trên bề mặt synap tạo thành bởi các tế bào Purkinje với tế bào hạt (hay còn gọi là sợi song song).

## Cân bằng nội môi hệ thần kinh
Tính cân bằng trong hệ thần kinh rất quan trọng đặc biệt đối với nơron trong việc duy trì các tín hiệu đi ra của các nơron đó. Nếu các synap chúng chỉ tồn tại cơ chế điều hòa ngược dương tính, thì các hoạt động điện thế sẽ diễn ra một cách liên tục không trì hoãn, ngày càng củng cố và tăng cường thêm và cuối cùng sẽ dẫn đến tình trạng bất hoạt hoàn toàn do các nơron hoạt động quá mức. Để ngăn tình trạng này xảy ra, có hai dạng cơ chế điều chỉnh thông qua điều hòa ngược âm tính: siêu mềm dẻo và cân bằng hóa synap. Siêu mềm dẻo (metaplasticity) thể hiện khả năng thay đổi mật độ vật chất nơron tạo điều kiện cho sự hình thành đặc tính mềm dẻo của synap, bao gồm có ĐTHDH và ỨCHDH. Mô hình BCM đã đưa ra được ngưỡng kích thích một cách chính xác rằng là nếu mức độ đáp ứng điện thế sau synap dưới ngưỡng sẽ gây ra ỨCHDH và ngược lại nếu trên ngưỡng sẽ khởi sinh ĐTHDH. Và hơn nữa học thuyết BCM cũng nói rằng ngưỡng kích thích có thể thay đổi tùy thuộc trung bình số lần kích thích gây nên điện thế sau synap. Hiện tượng cân bằng xảy ra khi tất cả các tín hiệu kích thích vào nơron có xu hướng giảm quá mức hay tăng quá mức. ĐTHDH và ỨCHDH xảy ra cùng lúc với hiện tượng siêu mềm dẻo và cân bằng hóa synap nhằm làm duy trì chức năng của mạng lưới nơron một cách ổn định và chính xác.

## Các dạng ỨCHDH
Ức chế hóa dài hạn có thể diễn ra hoặc là ở đơn synap hoặc là ở đa synap. Ở đơn synap, quá trình ỨCHDH xảy ra khi mà synap đó được hoạt hóa bởi kích thích tần số thấp (low frequency stimulus). Nói cách khác, dạng ỨCHDH này phụ thuộc vào hoạt động điện thế. Trái lại, dạng ỨCHDH đa synap diễn ra trong trường hợp các synap không được điện thế hóa đồng nghĩa với việc chúng ở trong trạng thái bất hoạt. Và như thế cơ chế làm yếu đi độ mạnh của synap này không cần đến các hoạt động điện thế yếu tại nơron trước và sau synap, điều này là kết quả của sự kích thích các nơron trung gian đóng vai trò điều chỉnh mạnh. Vì vậy dạng ỨCHDH này tác động đến các synap lân cận có trải qua hoạt động điện thế.

## Các cơ chế thần kinh làm suy yếu synap

### Hồi hải mã
ỨCHDH ảnh hưởng đến các synap được tạo bởi các tế bào tháp CA1 với sợi bên Schaffer. Dạng ỨCHDH ngay tại synap này chịu tác động của lưu lượng ion calci đi vào bên trong tế bào và phụ thuộc vào thời gian và tần số. Với kích thích tần số thấp (xấp xỉ 1 Hz) và được lặp đi lặp lại nhiều lần trong khoảng thời gian dài (từ 10 đến 15 phút). Và chính loại kích thích điển hình này làm giảm đi biên độ điện thế sau synap. Nồng độ calci trong tế bào sau synap đóng vai trò quyết định quá trình nào sẽ phải diễn ra, ĐTHDH hay là ỨCHDH. Sự đi vào trong tế bào sau synap của ion calci chậm kèm theo đó là nồng độ thấp, dẫn đến sự hình thành ỨCHDH. Điều kiện để hình thành là khi dòng ion Ca2+ lưu chuyển vào tế bào phải dưới ngưỡng kích thích. Ngưỡng tại phân khu CA1 này phụ thuộc vào các hoạt động trước đó ở synap. Nếu như synap đã có trải qua quá trình ĐTHDH, ngưỡng kích thích sẽ tăng, đồng thời làm tăng xác suất ion calci dưới ngưỡng từ đó hình thành quá trình ỨCHDH. Theo cách này thì hệ điều hòa ngược âm tính đóng vai trò duy trì tính mềm dẻo của synap. Thụ thể NMDA thuộc phân loại thụ thể glutamate ionotropic (iGlu), và để hoạt hóa nó cần sự lưu thông của ion calci vào trong tế bào sau synap ở phân khu CA1. Việc điều chỉnh dòng chảy ion Ca2+ nội bào cũng như là kiểm soát nồng độ ion đó, và làm suy hóa điện thế hoạt động ở synap, dẫn đến khởi động nên quá trình ỨCHDH.
Khi quá trình ĐTHDH được đặc trưng bởi sự hoạt hóa các protein kinase, dẫn đến phosphoryl hóa các protein liên quan đến quá trình truyền tin, thì ngược lại tiến trình khởi động quá trình ỨCHDH là do hoạt hóa các enzyme phosphatase phụ thuộc vào sự có mặt của ion calci, sau đó tiến hành khử nhóm phosphoryl trong phân tử protein. Nồng độ calci khác nhau trong tế bào sẽ hoạt hóa các enzyme phosphatase đặc thù riêng biệt gây nên những diễn biến và hiệu ứng khác nhau trong quá trình ỨCHDH. Sự hoạt hóa các enzyme phosphatase làm hấp thụ hóa các thụ thể AMPA (cũng thuộc loại thụ thể iGlu) trên màng tế bào sau synap vào nội bào thông qua cơ chế nhập bào qua trung gian protein clathrin. Kết quả là làm giảm độ nhạy với phân tử truyền đạt glutamate được giải phóng ở cúc tận cùng nơron Schaffer.

### Tiểu não
Trong tiểu não đặc biệt là ở nơron Purkinje cũng diễn ra quá trình ỨCHDH, nơron này tiếp nhận hai loại tín hiệu kích thích, một loại tín hiệu là từ nơron leo (climbing fiber) đơn và loại tín hiệu thứ hai là từ vài trăm đến hàng nghìn nơron song song (parallel fiber). ỨCHDH làm giảm hiệu quả dẫn truyền qua synap của các nơron song song, hơn thế nữa khi mà trong các cuộc nghiên cứu gần đây quá trình này cũng gây ra các tác dụng tương tự ở trên nơron leo. Để cho quá trình ỨCHDH diễn ra được nhất thiết phải có sự hoạt hóa một cách đồng thời của cả hai nơron leo và nơron song song. Tuy nhiên là để cho nó đạt được hiệu quả cao nhất thì nơron song song nên được hoạt hóa trước khoảng vài trăm ms và bắt đầu giải phóng ion calci vào màng tế bào sau synap, trước khi nơron leo hoạt động. Đối với con đường tín hiệu của nơron song song, các cúc tận cùng của nó giải phóng chất dẫn truyền thần kinh glutamate làm hoạt hóa các thụ thể như là AMPA và glutamate metabotropic nằm ở nơron Purkinje sau synap. Và khi phân tử glutamate gắn vào thụ thể AMPA sẽ gây ra hiện tượng khử cực (depolarization) màng tế bào. Trong khi đó thụ thể metabotropic được glutamate gắn vào sẽ hoạt hóa phospholipase C (PLC), sản sinh chất truyền tin thứ hai diacylglycerol (DAG) và inositol triphosphate (IP3). Hoạt hóa con đường tín hiệu của nơron leo vận các ion calci đi vào nội bào qua các kênh cổng điện thế (voltage-gated ion channels), làm tăng nồng độ ion calci nội bào. Kết hợp với việc DAG và IP3 cũng tăng cường nồng độ ion calci, bằng việc các thụ thể đặc biệt đáp ứng khi có mặt IP3 sau đó mở kênh lưu chuyển ion calci vào tế bào chất (từ các nguồn dự trữ Ca2+ điển hình như là mạng lưới nội chất). Sự hiện diện của ion calci và DAG làm hoạt hóa protein kinase C (PKC). PKC phosphoryl hóa các thụ thể AMPA, đẩy mạnh tiến trình phá hủy các liên kết của các thụ thể này với các protein giàn ở màng tế bào sau synap sau đó tiến hành hấp thụ các thụ thể này. Tiêu biến đi các thụ thể AMPA, các nơron Purkinje sau synap tất yếu giảm khả năng đáp ứng với các phân tử truyền đạt glutamate được giải phóng từ nơron song song. Cơ chế vận hành calci ở tiểu não cũng chính là cơ chế trọng yếu trong quá trình ỨCHDH. Các hoạt động tại tận cùng sợi trục của các nơron leo và song song trước synap phối hợp với nhau tạo thành vòng điều hòa ngược dương tính giải phóng calci với nồng độ cao.

#### Tầm quan trọng của Ca2+
Nhiều cuộc nghiên cứu đã diễn ra và đã xác định vai trò của calci trong việc cảm ứng quá trình ỨCHDH. Khi các cơ chế khác của quá trình ỨCHDH vẫn đang được khám phá ra, thì cơ chế calci không còn nghi ngờ gì nữa về tầm quan trọng của nó ở mức độ phân tử đối với ỨCHDH, điều này đã được xác định và nghiên cứu rất rõ ràng chính xác bởi các nhà khoa học thần kinh. Lượng ion calci với nồng độ cao trong nơron Purkinje sau synap là điều kiện cần thiết để cảm ứng ỨCHDH. Có vài nguồn tín hiệu calci gây ra ỨCHDH: đó là các nơron leo và nơron song song chúng truyền tải tín hiệu Ca2+ cho nơron Purkinje. Nơron leo dẫn truyền tín hiệu calci tại các cúc tận cùng của chúng bằng cách giải phóng calci vào sợi nhánh nơron Purkinje, và các cúc tận cùng tuân theo hiện tượng cộng kích thích sau synap, cả về không gian lẫn thời gian. Tương tự như thế ở các nơron song song, chúng giải phóng chất truyền đạt glutamate gắn vào thụ thể mGlu làm hoạt hóa IP3, cuối cùng phóng thích calci vào nội bào. Ở nơron leo hiện tượng khử cực thụ thể trung gian AMPA làm tái sinh điện thế hoạt động lan truyền đến nhiều sợi nhánh là nhờ các kênh cổng điện thế calci. Cùng kết hợp với nơron song song làm hoạt hóa các thụ thể mGlu1 dẫn đến ỨCHDH. Bằng việc dẫn truyền ion calci từ nhiều nguồn khác nhau, tất cả tạo nên vòng điều hòa ngược dương tính tái tạo calci tạo điều kiện thuận lợi cho quá trình ỨCHDH diễn ra. Ngoài ra các nơron leo và song song trước hết cần phải hoạt hóa các thụ thể mGlu1 cùng một thời điểm để có thể khử cực nơron Purkinje. Đặc biệt yếu tố thời gian cũng đóng vai trò chủ đạo đối với các nơron, hiệu suất ỨCHDH cao nhất khi mà nơron song song gây nên sự giải phóng calci trước nơron leo khoảng vài trăm ms.

#### Phosphoryl hóa thụ thể AMPA
Một loạt dòng thác tín hiệu MAPK cũng đóng vai trò chủ chốt gây ra ỨCHDH ở tiểu não. Dòng thác MAPK được đặc trưng về tầm quan trọng của nó trong tiến trình xử lý thông tin bên trong nơron và cả ở nhiều loại tế bào khác. Dòng thác tín hiệu gồm có MAPK, và có cả MAPKK và MAPKKK. Chúng phosphoryl hóa theo thứ tự, nghĩa là MAPKKK sẽ phosphoryl hóa MAPKK, và tiếp theo MAPKK sẽ phosphoryl hóa MAPK. Vòng điều hòa ngược dương tính chính là kết quả của các kích thích tín hiệu đi vào đồng thời tại nơron leo và song song, tăng DAG và Ca2+ trong đuôi gai nơron Purkinje. Calci và DAG hoạt hóa PKC ở dạng điển hình, sau đó hoạt hóa toàn bộ dòng thác tín hiệu MAPK. Sau tiến trình hoạt hóa MAPK và Ca2+, tiếp đến là hoạt hóa PLA2, AA và cPKC tạo thành vòng điều hòa ngược dương tính. Và cPKC sẽ phosphoryl hóa các thụ thể AMPA tại màng sau synap và tiến hành loại bỏ chúng thông qua cơ chế nhập bào. Quá trình phosphoryl hóa thụ thể AMPA này diễn ra trong khoảng thời gian xấp xỉ 40 phút. Nhìn chung là quá trình ỨCHDH trong phạm vi nhất định có mối tương quan với quá trình phosphoryl hóa thụ thể AMPA.

### Thể vân
Thể vân phân thành hai vùng đặc trưng cho những cơ chế ỨCHDH khác nhau.  Bằng kích thích tần số cao (high frequency stimulus) gây ra sự khử cực sau synap ở vân lưng, điển hình là synap nơron hướng gai trung bình (medium spiny neuron) gây nên hiện tượng ỨCHDH. Cộng hoạt hóa cả hai thụ thể dopamine D1 và D2 và các thụ thể mGlu thuộc nhóm I, thụ thể cannabinoid và có cả thụ thể NMDA nhưng ít.
Ở thể vân trong vùng vỏ não tiền limbic, có ba cơ chế ỨCHDH đã được chứng minh.  Cơ chế đầu tiên tương tự như những gì đã diễn ra trong phân khu CA1: kích thích tần số thấp làm hoạt hóa thụ thể NMDA, khử cực màng tế bào sau synap và tăng sinh dòng ion calci vào nội bào, cuối cùng vận hành ỨCHDH.  Cơ chế thứ hai được khởi động bởi kích thích tần số cao và làm hoạt hóa thụ thể mGlu hoặc là loại 2 hoặc là loại 3, dẫn đến khử hoạt dài hạn các cổng kênh điện thế calci loại P/Q.  Cơ chế thứ ba cần đến sự hoạt hóa các thụ thể cannabinoid, mGlu và với kích thích sợi glutamatergic lặp đi lặp lại nhiều lần (tương ứng 13 Hz trong 10 phút), điều này làm suy yếu dài hạn khả năng giải phóng các chất dẫn truyền thần kinh glutamate ở trước synap.  Quá trình ỨCHDH diễn ra ở các nơron GABAergic trong thể vân sẽ làm suy giảm hiệu quả ức chế trong thời gian dài lên các nhân nền (basal ganglia), và đồng thời ảnh hưởng luôn tới trí nhớ vận động.

### Vỏ não thị giác
Ức chế hóa dài hạn cũng xảy ra vỏ não thị giác (visual cortex), và người ta cho rằng có liên quan đến hiện tượng gọi là "thuận mắt".  Lặp đi lặp lại một cách liên tục các kích thích với tần số thấp ở lớp vỏ não thị giác thứ IV có bản chất là chất trắng sẽ gây ra quá trình ỨCHDH ở lớp thứ III. Đối với dạng ỨCHDH này thì kích thích tần số thấp diễn ra chỉ tại một con đường tín hiệu thông tin là từ nơron lớp thứ IV đến nơron lớp thứ III, nên đây là dạng ỨCHDH đơn synap. Hơn nữa dạng ỨCHDH này cũng diễn ra tương tự như trong hồi hải mã, bởi do sự tăng nhẹ của dòng ion calci vào tế bào sau synap theo sau đó là sự hoạt hóa các enzyme phosphatase. Ở lớp thứ II cũng xảy ra dạng ỨCHDH này. Nhưng vẫn có cơ chế khác vận hành ỨCHDH đặc biệt là lớp thứ V. Ở lớp thứ V, ỨCHDH cần đến kích thích với tần số yếu, con đường truyền tín hiệu thông qua thụ thể cannabinoid và hoạt hóa thụ thể NMDA chứa tiểu đơn vị NR2B sau synap.
Khi các nhà nghiên cứu tiến hành kích thích xung nhị (paired-pulse stimulation) vào synap bằng hai phân tử carbachol và norepinephrine ở lớp nông vỏ não thị giác, họ cũng quan sát được quá trình ỨCHDH dạng đơn synap diễn ra tại đó.
Độ phổ quát của dạng ỨCHDH này thể hiện ở chỗ là không chỉ bằng kích thích tần số thấp gây ra xung đơn, mà còn một loạt các xung động kích thích phối hợp (40 xung nhị tương ưng với 900 kích thích tần số thấp). Qua các cuộc nghiên cứu người ta nhận thấy rằng norepinephrine sở hữu khả năng kiểm soát quá trình ỨCHDH phụ thuộc thụ thể NMDA, tức có nghĩa là sự hiện diện của norepinephrine ở vỏ não thị giác này làm thuận hóa synap xảy ra tiến trình ỨCHDH. Và tương tự như norepinephrine, acetylcholine cũng kiểm soát sự tăng cường hoạt động của cơ chế ỨCHDH phụ thuộc thụ thể NMDA ở hệ thống thần kinh, song có lẽ nó cũng đồng thời là chất hoạt hóa cho nhiều cơ chế ỨCHDH khác nữa.

### Vỏ não trước trán
Chất dẫn truyền thần kinh serotonin đặc biệt cũng gây ra quá trình ỨCHDH ở vỏ não trước trán (prefrontal cortex). Hệ thống serotonin vùng vỏ não trước trán đóng vai trò quan trọng trong việc điều chỉnh nhận thức và cảm xúc. Phân tử serotonin phối hợp với agonist của các thụ thể glutamate metabotropic nhóm I (agonist nghĩa là chất ngoại sinh hoặc nội sinh khi chúng gắn vào thụ thể làm khởi động tiến trình sinh hóa, và trong trường hợp này điển hình là glutamate). Kết quả làm thuận hóa (facilitate) quá trình ỨCHDH qua việc tăng cường hoạt động hấp thụ thụ thể AMPA. Và chính cơ chế này có thể minh chứng cho vai trò của serotonin trong quá trình kiểm soát các hoạt động nhận thức cũng như là điều hòa lấy cảm xúc một cách có tổ chức, đồng thời thể hiện tính mềm dẻo synap của những nơron vùng vỏ não trước trán này.

### Vỏ não cận khứu
Các mô hình tính toán đã dự đoán rằng là quá trình ỨCHDH làm tăng dung tích cho kho nhớ (storage memory) và tạo điều kiện thuận lợi cho quá trình điện thế hóa dài hạn diễn ra ngay tại vỏ não cận khứu (perirhinal cortex). Và sự dự đoán này đã được xác nhận và chứng minh bởi các công trình thực nghiệm đã tiến hành bất hoạt các thụ thể chất dẫn truyền thần kinh. Ở cấu trúc vỏ não cận khứu đặc biệt diễn ra nhiều cơ chế vận hành trí nhớ khác nhau. Các cơ chế chính xác của nó cho đến hiện tại vẫn chưa được biết và hiểu rõ một cách toàn vẹn, tuy nhiên là có một số rất ít cơ chế thần kinh đã được giải mã ra. Cụ thể hơn nữa là có một cơ chế ỨCHDH đã diễn ra tại vỏ não cận khứu này với sự hoạt hóa của các thụ thể NMDA, mGlu nhóm I và II, điều đáng chú ý là quá trình ỨCHDH này chỉ xảy ra kể từ thời điểm kích thích là khoảng 24 tiếng. Lại có cơ chế ỨCHDH khác với sự hoạt hóa của các thụ thể acetylcholine và kainate, và quá trình này diễn ra sớm hơn khoảng 20 đến 30 phút sau kích thích.

## Vai trò của endocannabinoid
Endocannabinoid tác động lâu dài đến tính mềm dẻo của synap ở nhiều khu vực của não bộ. Nó đóng vai trò là chất điều hòa cho các cơ chế hoạt động thần kinh, và đặc biệt là chất truyền tin ngược chiều đặc hiệu cho dạng ỨCHDH riêng biệt. Liên quan đến quá trình truyền tin ngược chiều (retrograde signaling), trong đó đặc biệt đó là thụ thể cannabinoid tại trước synap, các thụ thể trải dài xuyên suốt toàn não bộ gây nên các hoạt động ức chế trước synap. Phân tử endocannabinoid với khả năng dẫn truyền ngược gây ra quá trình ức chế hóa dài hạn ở các synap vân lưng và synap glutamatergic trong nhân nằm (nucleus accumbens) chứa trong lớp vỏ não tiền limbic, ngoài ra còn hoạt hóa cơ chế ỨCHDH phụ thuộc mốc thời gian gai ở vỏ não thị giác. Endocannabinoid là những thông tin mang tín hiệu ức chế làm cho ỨCHDH xảy ra đặc biệt ở nhân đáy ngoài trong phức hợp hạnh nhân (BLA) và cả lớp tia (stratum radiatum) trong hồi hải mã. Chưa dừng lại ở đó, endocannabinoid còn đóng vai trò điều phối lại nhiều dạng hoạt động mềm dẻo tại synap khác nhau. Và cuối cùng là phân tử này có thể bất hoạt quá trình ỨCHDH ở synap của nơron Purkinje với nơron song song thuộc cấu trúc tiểu não, kìm hãm quá trình ỨCHDH phụ thuộc thụ thể NMDA trong hồi hải mã.

## Tính mềm dẻo phụ thuộc mốc thời gian gai
Tính mềm dẻo phụ thuộc mốc thời gian gai (spike-timing-dependent plasticity, viết tắt STDP) của nơron thể hiện sự chênh lệch về mặt thời gian giữa điện thế hoạt động trước synap và điện thế hoạt động sau synap. STDP là dạng mềm dẻo điển hình của nơron với sự thay đổi về mặt thời gian tính bằng đơn vị ms, của các "gai" (tức xung thần kinh) trước và sau synap sẽ tạo ra những dòng tín hiệu Ca2+ khác nhau vào nội bào sau synap, quyết định tiến trình thần kinh nào sẽ phải diễn ra hoặc là ĐTHDH hay là ỨCHDH. Quá trình ỨCHDH xảy ra khi điện thế hoạt động sau synap "dẫn trước" điện thế hoạt động trước synap trong khoảng thời gian là từ 20 đến 50 ms. Tiến hành thực nghiệm kĩ thuật dính pipette toàn bộ mẫu vật tế bào thần kinh (whole-cell patch clamp) của sinh vật đã chỉ ra rằng xung động điện thế từ nơron trước synap truyền dẫn đến nơron sau synap sẽ trì hoãn sự ức chế của synap. Quá trình điện thế hóa dài hạn được hoạt hóa khi sự giải phóng chất truyền đạt thần kinh xảy ra trước lúc xung động thần kinh truyền ngược trở lại khoảng 5 đến 15 ms. Trong khi đó thì quá trình ức chế hóa dài hạn lại hình thành khi kích thích diễn ra sau 5 đến 15 ms kể từ thời điểm xung động thần kinh đã được lan truyền ngược về sau. "Cửa sổ chuyển đổi" qua lại giữa hai cơ chế mềm dẻo này cũng biến thiên: nếu xung động thần kinh trước và sau synap xảy ra trong khoảng thời gian hơn 15 ms, thì xác suất xảy ra diễn tiến mềm dẻo lại thấp. Và đặc biệt đối với cơ chế ức chế hóa dài hạn thì "cửa sổ này" lại rộng mở hơn so với điện thế hóa dài hạn – mặc dù là phải nhấn mạnh rằng ngưỡng kích thích phụ thuộc vào các hoạt động điện diễn ra trước đó cũng đóng vai trò quan trọng.
Khi kích thích điện thế hoạt động sau synap xảy ra trước kích thích các nơron trước synap, các thụ thể cannabinoid (CB1) tại trước synap và thụ thể NMDA sau synap sẽ được kích thích cùng ngay một thời điểm. Các xung điện hoạt động sau synap sẽ làm giảm đi sự ngăn chặn của ion Mg2+ tại vị trí đặc hiệu trong thụ thể NMDA. Khi điện thế kích thích sau synap diễn ra, bắt đầu sự giải phóng các endocannabinoid (2-AG và anandamide) ngược chiều từ sau synap đến trước synap, gắn vào các thụ thể CB1 làm ức chế sự giải phóng các chất dẫn truyền thần kinh. Tiếp theo các ion Mg2+ trở về vị trí ban đầu của nó, vì thế dòng lưu chuyển của ion Ca2+ vào nội bào giảm đi. Và như vậy hiện tượng khử cực sau synap suy giảm. Các thụ thể CB1 trước synap phát hiện ra các hoạt động sau synap nhờ vào các phân tử truyền tin ngược chiều endocannabinoid.
STDP làm tăng cường và củng cố các tín hiệu thông tin đặc hiệu tại synap một cách có chọn lọc, cùng với đó là làm giảm toàn bộ các tín hiệu nhiễu. Kết quả làm tăng tỷ số tín hiệu trên nhiễu (signal-to-noise ratio) trong mạng lưới thần kinh vỏ não, làm thuận hóa việc nhận diện và truyền tải các tín hiệu mang ý nghĩa thông tin trong quá trình xử lý thông tin ở não người.

## Trí nhớ vận động và học vận động
Giả thuyết ức chế hóa dài hạn đã từ lâu được xem như là cơ chế quan trọng trong quá trình học tập và hình thành nên trí nhớ vận động. ỨCHDH ở tiểu não đóng vai trò chủ đạo quyết định tiến trình học tập vận động, và ỨCHDH ở hồi hải mã thực hiện nghĩa vụ xóa các thông tin thừa thãi, khai trừ đi các trí nhớ vô dụng hay không cần thiết đến. Tuy nhiên là vẫn có các cuộc nghiên cứu diễn ra ở các cấu trúc thần kinh cho thấy rằng ỨCHDH ở hồi hải mã không hẳn là quá trình đảo ngược lại hoàn toàn so với quá trình ĐTHDH, mà thay vào đó chúng góp phần tạo lập trí nhớ không gian. Mặc dù là quá trình ỨCHDH cho đến thời điểm hiện tại đã được làm sáng tỏ với nhiều khía cạnh và góc độ khác nhau bởi các nhà khoa học thần kinh lỗi lạc trong giới thần kinh học, nhưng những giả thuyết về vai trò thực sự của nó trong việc học và nhớ vận động vẫn là chủ đề gây tranh cãi.
Các cuộc nghiên cứu đã "móc nối" hiện tượng suy giảm hoạt động ỨCHDH diễn ra tại tiểu não với sự thương tổn quá trình học tập vận động. Trong một cuộc nghiên cứu, thực nghiệm biến đổi gen mã hóa loại thụ thể glutamate metabotropic loại thứ nhất (mGluR1) ở chuột vẫn duy trì cấu trúc giải phẫu tiểu não bình thường, nhưng quá trình ỨCHDH đã suy yếu đi và do đó làm tổn hại đến quá trình học tập vận động này. Tuy nhiên thực sự mối quan hệ giữa quá trình ỨCHDH ở tiểu não và học tập vận động còn khá mơ hồ. Nghiên cứu trên chuột và chuột nhắt đã chứng minh rằng quá trình học tập vận động vẫn diễn ra bình thường khi quá trình ỨCHDH ở tế bào Purkinje bị chặn đứng bởi phân tử (1R-1-benzo thiophen-5-yl-2[2-diethylamino)-ethoxy] ethanol hydrochloride (T-588). Cũng tương tự như thế, ỨCHDH tiếp tục bị phá vỡ bởi nhiều phương pháp và kỹ thuật khác nhau cho ra kết quả y hệt khi tiến trình học tập không bị ảnh hưởng, cũng như là các hành động liên quan trí nhớ đều diễn ra bình thường. Tất cả những điều này kết hợp với nhau thể hiện mối tương quan giữa quá trình ỨCHDH diễn ra ở tiểu não và quá trình học tập vận động có thể vẫn chưa được khách quan.
Các cuộc nghiên cứu cũng đã cố gắng tìm ra sự kết nối giữa quá trình ỨCHDH ở hồi hải mã với lại trí nhớ. Tiến hành thả con chuột vào trong một môi trường mới, và quan sát tính mềm dẻo đơn synap (tức ỨCHDH) ở phân khu CA1 hồi hải mã. Sau khi thí nghiệm xong thả con chuột trở lại môi trường cũ của nó, và điều thú vị quan sát được là hoạt động ỨCHDH không còn diễn ra nữa. Qua nghiên cứu người ta đã khám phá ra được rằng nếu con chuột được tiếp xúc với môi trường mới, thì các xung động điện thế diễn ra nhưng với tần số thấp hơn nhiều so với khi nó ở trong môi trường cũ. Và khi mà con chuột gặp được môi trường mới, acetylcholine được giải phóng từ các nơron nhân vách giữa, dẫn đến quá trình ỨCHDH trong phân khu CA1. Vì thế có thể kết luận rằng phân tử acetylcholine làm thuận hóa quá trình ỨCHDH ở hồi hải mã.
Từ đó ta thấy được rằng quá trình ỨCHDH có mối tương quan với lại học tập không gian ở chuột, và nắm giữ vai trò quyết định trong việc hình thành nên bản đồ không gian với một sự chính xác đến mức hoàn hảo. Đồng thời đó chính là cơ chế ỨCHDH và cơ chế ĐTHDH phối hợp với nhau để mã hóa bản đồ nhận thức, tạo nên sự đa dạng của các loại trí nhớ không gian khác nhau.
Đã có bằng chứng cho thấy rằng quá trình ĐTHDH nhằm mã hóa không gian, trong khi đó quá trình ỨCHDH lại mã hóa các đặc điểm đặc trưng bởi không gian đó.  Cụ thể hơn nữa là quá trình mã hóa tạo thành trí nhớ diễn ra theo trật tự nhất định. Mã hóa tọa độ không gian mới là "quyền" của ĐTHDH, thông tin không gian mang tính định hướng do ỨCHDH mã hóa trong hồi răng (dentate gyrus), và các chi tiết chính xác của không gian ấy (sự vật hiện tượng) được mã hóa bởi quá trình ức chế hóa dài hạn trong phân khu CA1 hồi hải mã.

### ỨCHDH là cơ chế phân tử đối với chất gây nghiện cocaine
Diễn biến gây nghiện đặc trưng bởi phân tử cocaine được cho là xảy ra trong nhân nằm. Sau quá trình sử dụng chất cocaine trong một thời gian dài, lượng thụ thể AMPA suy giảm ở nơron gai trung bình trong lớp vỏ nhân nằm. Cơ chế loại trừ đi các thụ thể AMPA cũng tương tự như cơ chế ỨCHDH phụ thuộc thụ thể NMDA, và lý do người ta gán cho cơ chế mềm dẻo này là bởi vì khi không sử dụng cocaine nữa thì cơ chế này cũng giảm theo. Trong giai đoạn sử dụng chất kích thích cocaine, cơ chế ỨCHDH diễn ra theo "một cách nhân tạo" trong nhân nằm. Và kết quả là khi một người trong trạng thái cai nghiện sẽ gặp hội chứng phụ thuộc, thì lượng thụ thể AMPA bắt đầu tăng lên trong các nơron nhân nằm. Cố nhiên đây là do tính cân bằng diễn ra với một quy mô là tại synap. Như thế tăng tổng hợp các thụ thể AMPA gây ra hiện tượng siêu hưng phấn (hyperexcitability) trong các nơron tại nhân nằm. Hiệu ứng siêu hưng phấn này được cho là bắt nguồn từ sự giải phóng các phân tử GABA từ nhân nằm trong diện trần trước (ventral tegmental area), làm cho khả năng kích thích của các nơron dopaminergic trong diện trần trước kém đi, và như vậy dẫn đến các triệu chứng điển hình của hội chứng phụ thuộc.

## Các cuộc nghiên cứu khoa học hiện tại
Các cuộc nghiên cứu về vai trò của quá trình ỨCHDH nhằm lý giải các rối loạn thần kinh - nhận thức như bệnh Alzheimer (AD) vẫn còn đang tiếp diễn. Sự biến đổi của quá trình ỨCHDH phụ thuộc thụ thể NMDA có thể không chỉ là do các thay đổi tại các thụ thể AMPA, mà còn liên quan đến thụ thể NMDA sau synap. Những biến động diễn ra tại cấu trúc thần kinh như thế có lẽ sẽ bắt đầu hiện diện sớm trong tiến trình mất trí nhớ giai đoạn nhẹ của căn bệnh lão hóa não Alzheimer.
Hơn nữa các nhà khoa học thần kinh họ đã khám phá ra cơ chế mới (bao gồm ỨCHDH) chứng minh protein beta amyloid dạng hòa tan có mối liên quan như thế nào đối với việc tổn thương cấu trúc synap và mất trí nhớ do bệnh Alzheimer. Vai trò của Aβ liệu có ảnh hưởng đáng kể đến quá trình ỨCHDH không thì vẫn chưa được hiểu rõ, nhưng có một điều đó là Aβ làm thuận hóa quá trình ỨCHDH ở hồi hải mã và gián tiếp làm sụt giảm khả năng tái hấp thu glutamate. Lượng chất dẫn truyền thần kinh glutamate tồn tại quá nhiều là yếu tố góp phần làm cho tiến triển phá hủy các tế bào nơron xảy ra nhanh hơn ở những bệnh nhân Alzheimer. Bằng chứng đưa ra cho thấy rằng các Aβ dạng hòa tan thúc đẩy làm cho quá trình ỨCHDH diễn ra mạnh hơn thông qua cơ chế tác động đến sự tái hấp thu glutamate, tiếp sau đó khởi động loạt các quá trình làm suy synap trong bệnh Alzheimer. Công trình nghiên cứu này đã mở ra một lối tư duy mới để hiểu rõ sự phát triển của căn bệnh Alzheimer cũng như là cơ chế sinh bệnh của nó, và mang tiềm năng khả thi cho việc ứng dụng mục tiêu điều trị vào căn bệnh. Chưa dừng lại ở đó cần có thêm nhiều cuộc nghiên cứu hơn nữa thực sự cần thiết để giải thích làm cách nào protein amyloid-β cản trở được các kênh vận chuyển và tái hấp thu glutamate.
Cho đến lúc này ta đã hiểu rõ được tồn tại các cơ chế ức chế hóa dài hạn khác nhau trong nhiều khu vực, các trung khu của não bộ. Tuy nhiên, cách thức mà quá trình ỨCHDH tác động ra sao và như thế nào đến quá trình học tập vận động và mã hóa cho trí nhớ vẫn chưa có lời giải đáp xác đáng và còn nhiều bí ẩn để khám phá hơn nữa trong tương lai. Các cuộc nghiên cứu về quá trình ỨCHDH hiện tại cũng đang xoáy sâu vào mối quan hệ trên nhằm chứng minh vai trò của cơ chế thần kinh quan trọng này giải thích cho các hiện tượng dưới góc độ sinh lý học thần kinh, khoa học thần kinh và cả tâm lý học nhận thức.

### Thoái hóa nơron thần kinh
Nghiên cứu về các bệnh lý gây thoái hóa thần kinh và giới khoa học cố gắng khám phá ra nhiều cơ chế ẩn đằng sau đó, tuy nhiên các cơ chế được đưa ra không đầy đủ sức thuyết phục. Tồn tại một bằng chứng chứng minh rằng có sự tương đồng giữa con đường chết tế bào theo chương trình (apoptosis) và quá trình ức chế hóa dài hạn đó chính là đều phosphoryl hóa và hoạt hóa enzyme GSK3β. Quá trình ỨCHDH phụ thuộc thụ thể NMDA mang nhiệm vụ loại bỏ đi các cấu trúc synap trong quá trình phát triển nếu chúng quá tải. Quá trình điều chỉnh hướng giảm này xảy ra sau khi các synap đã ổn định, và được điều chỉnh bởi enzyme GSK3β. Trong diễn tiến thoái hóa nơron thần kinh, cơ chế vận hành nó cũng có khả năng tương tự như là cơ chế 'phân cắt synap' gây ra bởi do sự điều hòa ngược âm tính của enzyme GSK3β. Nếu như quá trình hủy bỏ synap diễn ra quá mức cho phép, sẽ thể hiện ra các dấu hiệu sớm đặc trưng cho tiến trình thoái hóa cấu trúc thần kinh, cùng với đó là bằng chứng lý giải cho các bệnh làm thương tổn hệ thần kinh.